# Internetes mém

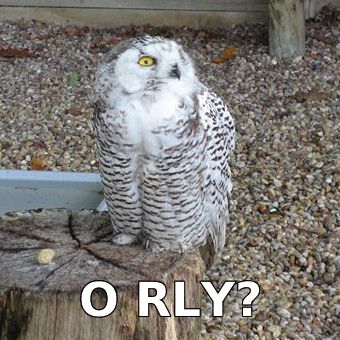
Az O RLY? volt egyik legismertebb internetes mémek egyike 2005 és 2006 között

Az internetes mém kifejezés egy neologizmus, mely egy olyan kifejezést vagy fogalmat takar, ami divatszerűen terjed embertől emberig az interneten. A kifejezés utalás a mémekre, de a mindennapi használatban technikailag nem mémeknek számító fogalmakra is alkalmazzák.

## Leírásuk
Alapjában, az internetes mém egyszerűen egy digitális fájl vagy hiperhivatkozás terjesztése egyik személytől a többiek felé az internet nyújtotta lehetőségekkel (például e-mailen keresztül, blogokon, kapcsolatépítő oldalakon, azonnali üzenetküldő szolgáltatások segítségével). A tartalom gyakran állhat egy szólásból vagy viccből, egy pletykából, egy módosított, vagy módosítatlan képből, egy egész weboldalból, videoklipből vagy animációból, vagy egy meglepő hírből, sok más egyéb lehetőség mellett. Egy internetes mém maradhat állandó, vagy megváltozhat az idők során, véletlenül, a rá irányuló kommentár, imitációk és paródiák hatására, vagy akár a rá vonatkozó híradások gyűjtésével.
A kifejezés utalhat a felhasználóról felhasználóra terjedő tartalomra, a tartalom mögötti ötletre, vagy a terjedésük jelenségére. Egyesek az internetes mémeket művészeti formának tartják. Léteznek internetes mémeket gyűjtő és népszerűsítő, illetve egyes mémek terjedését szolgáló honlapok. A kifejezést nem szokás valósnak, hasznosnak, vagy nem divatosnak tartott tartalmakra, honlapokra használni vagy amelyek szervezett publikációs és forgalmazási csatornákon terjednek. Így komoly hírek, videojátékok, internetes szolgáltatások, vagy befutott énekesek, vagy bandák dalait általában nem szokás internetes mémnek nevezni.
Ismertebb internetes mémek: például Ponciusz Pilátusz megmondja Archiválva 2021. október 22-i dátummal a Wayback Machine-ben, Csillámfaszláma, Ne fürgyé’ le!, Nyan Cat, vagy Hide the pain Harold.

## Történetük
Az internet korai napjaiban a mémek emailen és Useneten keresztül terjedtek a világhálón. Az egyszerű üzenőfal oldalak is nagyon elterjedtek voltak, mert egyszerű módszert biztosítottak az emberek számára, hogy a lehető leghamarabb rövid időn belül megosszák tartalmaikat más emberekkel. Ezeknek a felhasználásával igény merült fel a készítőkben arra, hogy az általuk készített tartalmat véleményezzék, reagáljanak rá. A nyomtatott sajtó, a rádió és a televízió megköveteli az embertől, hogy a beérkező információkat feldolgozza, ezzel szemben az internetes mémhez nem volt szükség komolyabb ismertségre, hogy ezeket képes legyen feldolgozni.

## Fejlődés és terjedés
Az internetes mémek az 1990-es években jelentek meg. Abban az időben a mémek csak rövid klipek voltak amit az Useneten keresztül osztottak meg. Ahogy az internet fejlődött, úgy a mémek is. Amikor a YouTube megjelent 2005-ben a videós mémek felkapottabbá váltak. A videómegosztás új mémeket is elindított, mint a "Turn Down For What" és a "Harlem Shake". Megjelentek a szociális  közösségi oldalak, mint például a Twitter és a Facebook, úgy egyszerűbben lehetett akár GIF mémeket küldeni a nagyobb célközönségnek. Megjelentek a mém készítő generátorok, hogy az egyszerű felhasználó is elkészíthesse a saját mémét az interneten és megoszthassa a közönséggel. Ekkorban a mémek akár több hetet, hónapot, de akár évet is kibírtak a mostani gyorsabban kifutó trendekkel ellentétben.
Az internetes mém lehet hasonló, megjátszott, véletlen vagy éppen paródián alapuló is. Ezek a mémek rettentően gyorsan felbukkanhatnak és gyorsan eljuthatnak világszerte ezzel hatalmas figyelmet kapva. A gyors fejlődésüket és terjedésüket kutatók és cégek is megfigyelték. A kutatások azokat tippelik meg, hogy egy mém meddig fog életben maradni a közösségben, de ezt a marketingesek felhasználva vírusmarketinget alkalmaznak. Ez a cégek számára nagyon olcsó és hatásos módszer.

## Típusaik és céljaik

### Önpromóció
Az internetes mémek egyik gyakori formája amikor egy személyt, vállalatot, terméket, zenei csapatot az interneten keresztül reklámoznak popkulturális értékéért. A hiúságból létrehozott oldalak az első elismert internetes mémek közt vannak. Az emberek a kép- és videómegosztó oldalakat, mint a Flickr illetve a YouTube használják, hogy reklámozzák magukat. Különleges esetekben, amikor egy egyébként figyelemre nem méltó személy vagy baleset nagy népszerűségre tesz szert, azt gyakran internetes mémnek tekintik.

### Véletlen hírnév
Gyakran egy személy, állat vagy vállalat egy kínos vagy komikus videó, e-mail, vagy más cselekvés által válik hírhedtté. Például: Grumpy macska, Sün!, Hummer terepjáró a befagyott Balatonban, Szalacsi Sándor, Gordon Ramsay megmondja, Hungaro mém, Tibi atya, Sanyi a bagoly, Disaster girl, Csillámfaszláma, Ponciusz Pilátusz megmondja Archiválva 2021. október 22-i dátummal a Wayback Machine-ben stb.

### Dank mémek
A dank mém (az angol Dank meme kifejezésből) olyan ironikus internetes mém, amely vagy szándékosan bizarr, vagy pedig olyan szinten túljáratott humort tartalmaz, hogy a viccértéke elsatnyuljon. A dank a nevében ütős, remek, nagyszerű jelentéssel bír, azonban eredetileg dohost jelent.

### Megtévesztések, tréfák
Sok internetes mém városi legenda, csalás, rágalmazás, vagy hamis hír, melyet vagy szándékosan tettek fel az internetre, hogy internetes mémmé váljon, vagy véletlenül, pletyka útján fejlődik, esetleg egy nem netes forrásról kerül fel az internetre. Gyakran raknak fel hamis hirdetéseket a Craigslisthez, vagy az eBayhez hasonló oldalakra csupán azzal a céllal, hogy másokat szórakoztassanak. Néhány internetes szolgáltatás, például a snopes.com, az urban dictionary vagy a magyar nyelvű Urbanlegends.hu listát tart fenn az ilyen megtévesztésekből, melyek segítségével az interneten gyakran előforduló állítások valóságtartalmát, forrását ellenőrizni lehet.

#### Wikipédiás mémek
Az internetes mém Wikipédiában ismert formája Wikipe-tan. Továbbá az angol Wikipédiára töltöttek már fel nem jelentős tárgyú vagy álszócikkeket azzal a céllal, hogy az internetes mémek terjedését elősegítsék.

## Fordítás
- Ez a szócikk részben vagy egészben  az   Internet meme című angol Wikipédia-szócikk ezen változatának fordításán alapul.  Az eredeti cikk szerkesztőit annak laptörténete sorolja fel. Ez a jelzés csupán a megfogalmazás eredetét és a szerzői jogokat jelzi, nem szolgál a cikkben szereplő információk forrásmegjelöléseként.